# Radzanek (przystanek kolejowy)
Radzanek - były przystanek osobowy w miejscowości Radzanek w Polsce, w województwie zachodniopomorskim, w powiecie goleniowskim, w gminie Maszewo.